# Schloss Dommerville

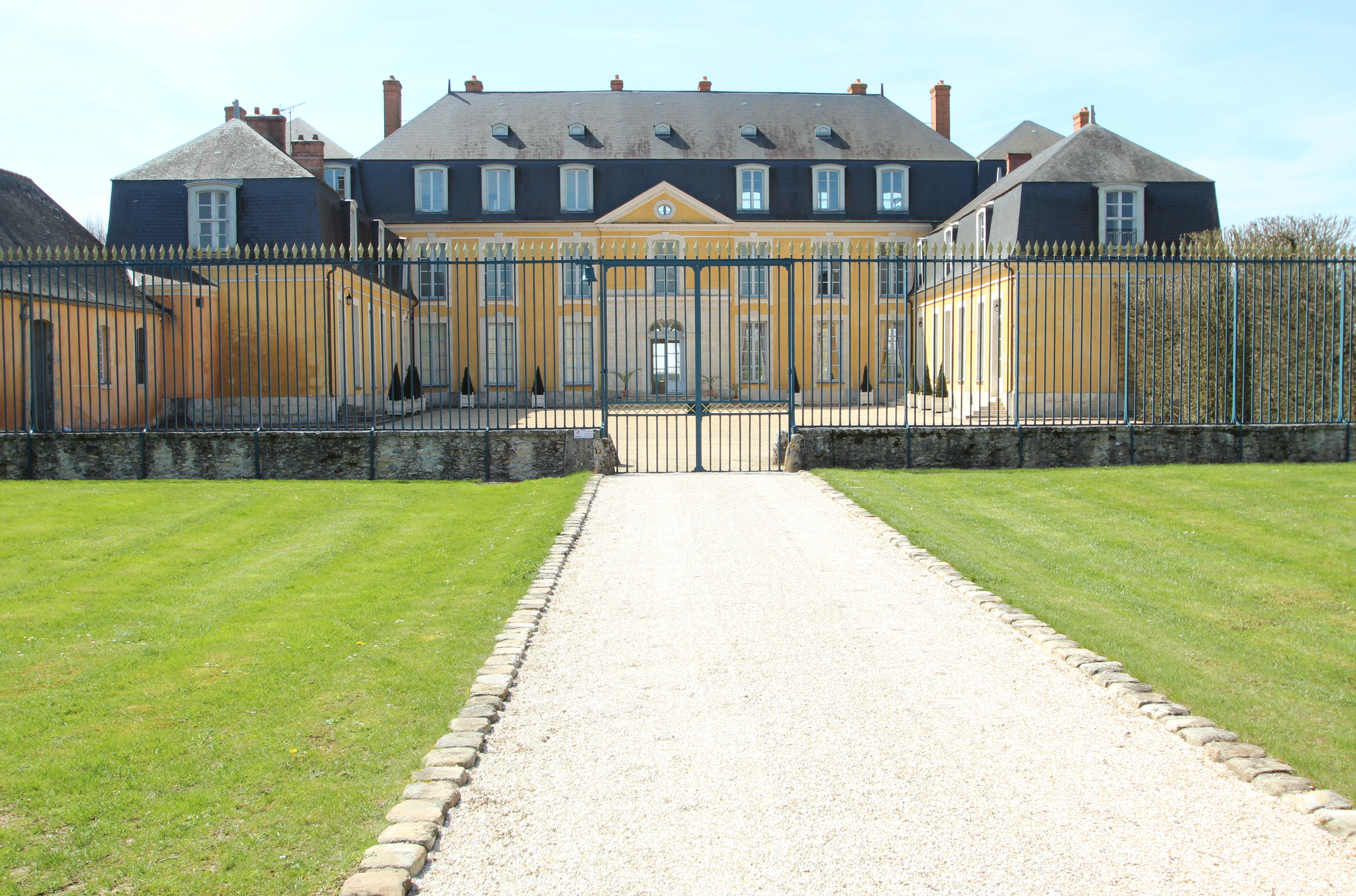
Schloss Dommerville

Das Schloss Dommerville in Dommerville, einem Ortsteil der französischen Gemeinde Angerville im Département Essonne in der Region Île-de-France, wurde von 1777 bis 1782 errichtet. Das Schloss ist seit 1977 als Monument historique auf der Liste der Baudenkmäler in Frankreich.

## Geschichte
Der Bauherr, der Marquis de Hallot, ließ den Vorgängerbau abreißen, von dem lediglich ein eisernes Tor an der Route de Chartres zeugt.
Die Dreiflügelanlage mit Ehrenhof wurde ab 1869 als Bauernhof genutzt und nach dem Besitzerwechsel im Jahr 1963 umfassend renoviert. Das zweigeschossige Bauwerk besitzt im Innern originale Ausstattungsstücke wie zum Beispiel ein Ofen aus Fayence und ein gusseisernes Treppengeländer.
In der Parkanlage steht ein kleiner sechseckiger Pavillon aus dem 18. Jahrhundert, der für die Rebhuhnjagd genutzt wurde.